# La caravana de la muerte (película)
La caravana de la muerte es una película de drama, suspenso y crimen mexicana de 1985, dirigida por Damián Acosta Esparza y Tito Novaroy protagonizada por Jorge Lavat, Patricia Rivera, Álvaro Zermeño y Roberto Jordán.

## Trama
Un grupo de artistas son secuestrados por dos malhechores, quienes están dispuestos a matar para escapar de la justicia.

## Reparto
- Jorge Lavat como Elmo
- Patricia Rivera como Daisy
- Álvaro Zermeño como Luis
- Roberto Jordán
- Alfredo Gutiérrez como Nacho
- Freddy Fernández «El Pichi» como Pepe
- Rocío Brambila como Lita
- Lucy Tovar como Kira
- Zoila Flor como Lisa
- Bernabé Melendrez como Nico
- Tito Novaro como Jefe de policía (no acreditado)
- Francisco Tostado como Ayudante (no acreditado)